# Don Quijote es armado caballero

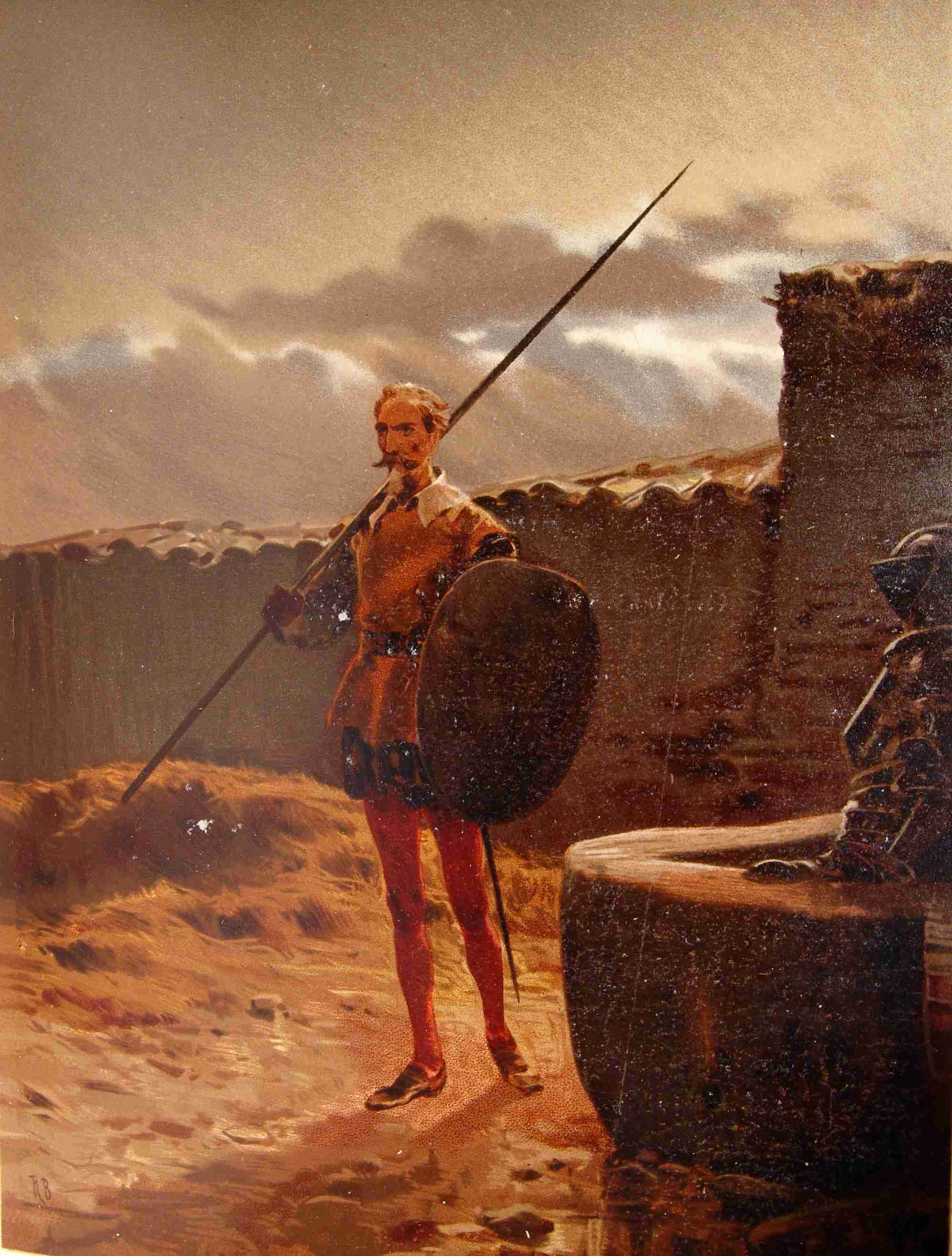
Don Quijote velando armas, ilustración de Ricardo Balaca, en la edición anotada por Nicolás Díaz de Benjumea.

«Don Quijote es armado caballero» en uno de los capítulos iniciales de la novela El ingenioso hidalgo Don Quijote de la Mancha, escrita por Miguel de Cervantes. La ceremonia, que se plantea en el capítulo II, halla desenlace en el capítulo III, “donde se cuenta la manera que tuvo Don Quijote en armarse caballero”.

## Sinopsis
En el capítulo I, Alonso Quijano (Don Quijote), enloquecido a causa de leer novelas de caballerías, llega a creerse uno más de sus héroes y decide hacer una salida en pos de la gloria y las aventuras. Deja su casa montado en su viejo caballo y vestido con una antigua armadura, y andando el camino reflexiona que para ser héroe de caballería tendrá primero que armarse caballero. Así, al inicio del capítulo II, llega a una venta que el hidalgo cree un castillo y damas las dos "mozas del partido", que encuentra a su puerta y que se ríen ante el lenguaje y ofrecimiento del Quijote, que promete servirlas. Luego entra y es recibido por el ventero, que él toma por "señor castellano" y que a pesar de la singularidad del huésped y sospechando que tendrá buena bolsa para pagarle, le ofrece una cena y posada.
Acabada la escasa cena, y suponiendo la alta alcurnia del castellano en que él ha convertido al ventero, el Quijote le pide de rodillas el don de ser armado caballero y que le permita velar armas en su capilla. El ventero, que empieza a sospechar la poca cordura de su huésped, acaba aceptando prestarse a la mascarada; le explica que la capilla estaba en ruinas pero que podía velar en uno de los patios del castillo. Sigue luego una interesada conversación sobre el pago de sus servicios que Don Quijote resuelve explicando que está sin blanca. Finalmente, se decide escoger para la vela un corral grande, donde el hidalgo reúne sus pertrechos junto al pozo y allí queda dando sus paseos bajo la Luna el novel caballero, mientras los habitantes de la posada advertidos de la pantomima aunque impresionados por el cuadro, contemplan la fantasmagórica escena.
Estando en esta situación, un arriero se dispuso a tomar un cubo para dar de beber a sus mulas, y estorbándole las armas, sin atender los avisos del Quijote las arrojó a un lado del brocal en que se apoyaban. La respuesta del aspirante a caballero fue un golpe de lanza en la cabeza. Colocadas de nuevo las armas para continuar su vela, quiso la casualidad que otro mozo, desconocedor del peligro iniciase el mismo proceso recibiendo similar y contundente respuesta. Vino luego una lluvia de piedras del resto de los arrieros de la venta y muchas voces y griterío, hasta que medió el ventero, y abreviando la ceremonia de la vela de armas convenció a Don Quijote de que ya estaba presto para recibir “la pescozada y el espaldarazo”.
Y así, para rematar la farsa y utilizando como biblia “un libro donde asentaba la paja y cebada que daba a los arrieros” y simulando alguna “devota oración”

con un cabo de vela que le traía un muchacho, y con las dos ya dichas doncellas, se vino adonde don Quijote estaba, al cual mandó hincar de rodillas; y, leyendo en su manual, como que decía alguna devota oración, en mitad de la leyenda alzó la mano y diole sobre el cuello un buen golpe, y tras él, con su mesma espada, un gentil espaldazaro, siempre murmurando entre dientes, como que rezaba. Hecho esto, mandó a una de aquellas damas que le ciñese la espada, la cual lo hizo con mucha desenvoltura y discreción, porque no fue menester poca para no reventar de risa a cada punto de las ceremonias; pero las proezas que ya habían visto del novel caballero les tenía la risa a raya.

Por fin, y después de rogarles a las venteras sus nombres para servirlas eternamente, dieron todos por terminada la ceremonia. Con las primeras luces del amanecer, impaciente por salir de aventura, Don Quijote, nuevo caballero andante y pronto conocido como Caballero de la Triste Figura, abandonó la venta a lomos de Rocinante.

## Paradoja cervantina
Joaquín Casalduero, en su edición del Quijote, comenta y advierte al inicio del capítulo III la doble voluntad de Cervantes de destruir la ceremonia de armas de caballería, haciendo burla de ella con un fondo picaresco y envolviendo la narración en escenas llenas de sátira e ironía.
Por otra parte, en "Las Partidas", el libro de leyes de Alfonso X el Sabio, se expone que todo aquel que sea armado con burla o con las condiciones no adecuadas, nunca podría ser caballero. Esto, en el caso concreto de Alonso Quijano, podría interpretarse como fraude de las ordenanzas caballerescas, aspecto que sin duda contempló Miguel de Cervantes en el Quijote.

## La versión de Unamuno

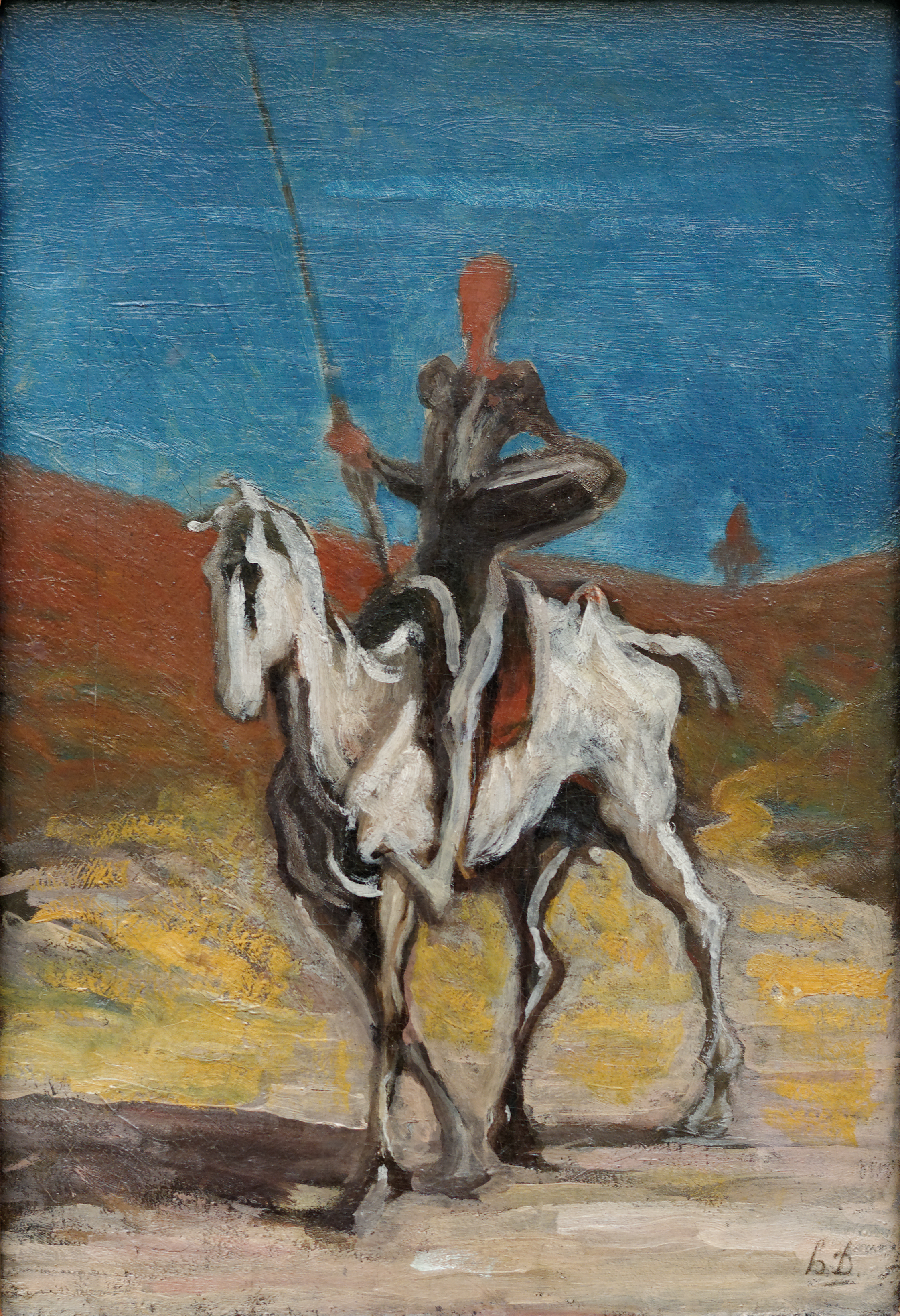
Don Quijote, pintado por Daumier (hacia 1868).

En su glosa de la obra cumbre de Cervantes (o lo que más que Vida de Don Quijote y Sancho hubiera podido llamarse "El Quijote según Unamuno"), Miguel de Unamuno después de hacer un relato paralelo al original cervantino, se entrega a una apasionada digresión de regusto muy jesuita comparando la vela de armas del enloquecido Alonso Quijano con la del iluminado Ignacio de Loyola, y explicándola en estos términos:

Y aquella vela de armas, ¿no os recuerda la del caballero andante de Cristo, la de Íñigo de Loyola? También Íñigo, la víspera de la Navidad de 1522, veló sus armas ante el altar de Nuestra Señora de Monserrate. Oigámoslo al P. Rivadeneira (lib. I, capl IV): “Como hubiese leído en sus libros de caballerías que los caballeros noveles solían velar sus armas, por imitar él, como caballero novel de Cristo, con espiritual representación aquel hecho caballeroso y velar sus nuevas y al parecer pobres y flacas armas, mas en hecho de verdad muy ricas y fuertes, que contra el enemigo de nuestra naturaleza se había vestido, toda aquella noche, parte en pie, parte de rodillas, estuvo velando delante de la imagen de Nuestra Señora, encomendándose de todo corazón a ella, llorando amargamente sus pecados y proponiendo la enmienda de la vida para en adelante.”